# 石森浩一郎
石森 浩一郎（いしもり こういちろう、1961年京都府生まれ）は、日本の化学者。専門は生物無機化学・分子分光学・構造生物学・物理化学で、特にヘムをはじめとする生体金属と金属タンパク質の構造・機能解析に取り組む。北海道大学大学院理学研究院教授。2015年からは第32代北海道大学理学部長として学部運営を担った。同大学世界トップレベル研究拠点（WPI-ICReDD）担当副学長、博士人材フェローシップ事業統括を務めるほか、刑事司法における科学鑑定でも実績を上げている。

## 学歴と職歴
- 1984年 京都大学工学部石油化学科 卒業
- 1986年 京都大学大学院工学研究科分子工学専攻 修士課程修了
- 1987年 日本学術振興会特別研究員
- 1989年 京都大学大学院工学研究科分子工学専攻 博士後期課程修了
- 1989年 京都大学工学部 助手
- 1995年 京都大学大学院工学研究科 助教授
- 2005年 北海道大学大学院理学研究科 教授
- 2006年 北海道大学大学院理学研究院 教授
- 2012年 北海道大学理学研究院 化学部門長
- 2014年 北海道大学理学研究院 副研究院長
- 2015–2018年 北海道大学理学研究院長兼理学部長（第32代）
- 2020年– 北海道大学副学長

## 主な業績

### 社会的活動・法科学への寄与
袴田事件再審鑑定 2022年以降、静岡地方裁判所で開かれた再審公判において弁護団が依頼した専門家の一人として出廷。石森は、血液中ヘモグロビンの酸化・メイラード反応を実験的に検証し、「1年以上みそ漬けされた血痕に赤みが残ることは科学的にあり得ない」との鑑定書を作成。非公開尋問でも同旨を明言し、捜査機関が提示した「５点の衣類」の証拠能力を厳しく批判した。2024年9月26日、逮捕から58年を経て静岡地裁は袴田巌氏に無罪判決を言い渡し、同年10月9日に検察が上訴権を放棄して判決が確定。裁判所は血痕の赤みに関する弁護側鑑定を採用し、衣類がねつ造された可能性を認定した。石森の科学的証言は、この歴史的冤罪の是正に大きく貢献したと評価されている。

### 労務問題・報道
2024年5月、毎日新聞は北海道大学理学研究院化学部門の一部准教授が研究室や学生配属を制限されていると報じ、「追い出し部屋」と形容した。記事中で取材を受けた石森浩一郎教授（当時副学長／講座委員会メンバー）は、「教授が学生指導の第一責任を負う講座制の原則に沿った運用であり、研究に集中できる環境を確保する趣旨だ」と説明し、個人に対する不利益目的を否定した。その後、大学本部は部局長会議（2024年10月）で「教育研究環境の悪化を招かないよう取扱いを再確認する」旨の是正方針を示し、教授以外の教員による学生指導も柔軟に認める方向で見直しが進められた。報道・学内調査を通じて石森個人の違法行為や不当な発言は指摘されておらず、問題は主として組織運営上のルール整備に焦点が当てられている。